# Greg Reynolds
Gregory Adam Reynolds (né le 3 juillet 1985 à Pacifica, Californie, États-Unis) est un ancien lanceur droitier de la Ligue majeure de baseball.

## Carrière
Après des études secondaires à la Terra Nova High School de Pacifica (Californie), Greg Reynolds est repêché le 3 juin 2003 par les Phillies de Philadelphie au 41e tour de sélection. Il repousse l'offre et suit des études supérieures à l'Université Stanford où il porte les couleurs du Stanford Cardinal de 2004 à 2006. 
Reynolds rejoint les rangs professionnels à la suite du repêchage amateur du 6 juin 2006 au cours de laquelle il est sélectionné par les Rockies du Colorado au premier tour. Il est le 2e athlète sélectionné au total, après Luke Hochevar (réclamé par Kansas City) et juste avant le futur joueur étoile Evan Longoria (réclamé 3e au total par Tampa Bay). Il perçoit un bonus de 3,25 millions de dollars à la signature de son premier contrat professionnel le 23 juin 2006. 
Il passe deux saisons en Ligues mineures avant d'effectuer ses débuts en Ligue majeure le 11 mai 2008 comme lanceur partant de l'équipe à San Diego, mais il subit la défaite face aux Padres. Le 7 juin contre les Brewers de Milwaukee, il est crédité de sa première victoire dans les majeures. Rétrogradé aux ligues mineures en juillet, il revient avec les Rockies en fin de saison. Il joue 14 parties avec Colorado en 2008, soit 13 départs et une sortie comme releveur. Sa fiche victoires-défaites est de 2-8 avec une moyenne de points mérités très élevée de 8,13 en 62 manches lancées. 
Il est lanceur partant dans les mineures pour des clubs affiliés aux Rockies en 2009 et 2010. Il apparaît dans 13 matchs des Rockies en 2011.
Le 5 janvier 2012, il est transféré aux Rangers du Texas en retour du joueur de premier but Chad Tracy. Il n'évolue pas pour Texas et dispute ses 5 derniers matchs dans les majeures en 2013 avec les Reds de Cincinnati.
En 33 matchs joués au total dans les majeures, dont 21 comme lanceur partant, Greg Reynolds a une moyenne de points mérités de 7,01 en 123 manches et un tiers lancées. Il compte 53 retraits sur des prises, 6 victoires et 11 défaites.

## Statistiques
| Saison | Équipe   | G  | GS | CG | SHO | V | D | SV | IP   | SO | ERA  |
| ------ | -------- | -- | -- | -- | --- | - | - | -- | ---- | -- | ---- |
| 2008   | Colorado | 14 | 13 | 0  | 0   | 2 | 8 | 0  | 62.0 | 22 | 8,13 |
| Totaux | Totaux   | 14 | 13 | 0  | 0   | 2 | 8 | 0  | 62.0 | 22 | 8,13 |

Note : G = Matches joués ; GS = Matches comme lanceur partant ; CG = Matches complets ; SHO = Blanchissages ; 
V = Victoires ; D = Défaites ; SV = Sauvetages ; IP = Manches lancées ; SO = Retraits sur des prises ; ERA = Moyenne de points mérités.